# Las Maravillas (Nuevo México)
Las Maravillas es un lugar designado por el censo ubicado en el condado de Valencia en el estado estadounidense de Nuevo México. En el Censo de 2010 tenía una población de 1628 habitantes y una densidad poblacional de 615,04 personas por km².

## Geografía
Las Maravillas se encuentra ubicado en las coordenadas 34°44′3″N 106°40′7″O / 34.73417, -106.66861. Según la Oficina del Censo de los Estados Unidos, Las Maravillas tiene una superficie total de 2.65 km², de la cual 2.64 km² corresponden a tierra firme y (0.29%) 0.01 km² es agua.

## Demografía
Según el censo de 2010, había 1628 personas residiendo en Las Maravillas. La densidad de población era de 615,04 hab./km². De los 1628 habitantes, Las Maravillas estaba compuesto por el 79.48% blancos, el 1.04% eran afroamericanos, el 2.33% eran amerindios, el 0.61% eran asiáticos, el 0.31% eran isleños del Pacífico, el 11.3% eran de otras razas y el 4.91% pertenecían a dos o más razas. Del total de la población el 47.79% eran hispanos o latinos de cualquier raza.